# 哈西布尼夫
35°42′N 0°30′W / 35.700°N 0.500°W

哈西布尼夫（阿拉伯语：‎），是阿爾及利亞的城鎮，位於該國西北部奧蘭省，由比爾吉爾區負責管轄，面積32平方公里，2009年人口63,581，人口密度每平方公里2,001人。